# Сінозацький Анатолій Михайлович
Сінозацький Анатолій Михайлович (*12 жовтня 1940 р., с. Зорин Чорнобильський район, Київська область, УРСР) — український учений-винахідник, академік Інженерної академії України, розробник і реалізатор понад 30 технічних удосконалень і оригінальних промислових технологій.

## Біографія
Народився 12 жовтня 1940 року в с. Зорин Чорнобильського району Київської області в родині службовців.
У 1947—1957 р.р. навчався у школі. Закінчив — у Броварах.
У 1962 році закінчив Київський гідромеліоративний інститут.
У 1962—1964 р. р. працював в інституті «Дніпроторфорозвідка» геологом, згодом — керівником експедиції.
Упродовж 1964—1971 р. р. — працював головним інженером Олеського торфобрикетного заводу на Львівщині, де впровадив перші вітчизняні камери високофорсованого тепло- і масообміну авторської розробки.
У 1970 році по власному ескізному проекту збудував Бродівський торфобрикетний завод.
У 1971 році розпорядженням главку «Укрторф» переведений на Рівненщину будувати торфобрикетний завод «Кремінне» в с. Клесів. Будівництво і експлуатацію очолював до 1983 року.
У 1983—1989 р. р. збудував у селищі Клесів завод «Моноліт» із виготовлення навігаційного обладнання для суднобудівної промисловості.
У 1989 р. у м. Сарни на Рівненщині створив лінію з виробництва костроплити (аналог ДСП), технологія не мала аналогів.
У 1993 р. створив приватне підприємство «Фантомаш», що розробляло нові технології та нестандартне промислове обладнання.
Сім'я — 10 чоловік, з яких 5 онуків.

## Професійні досягнення
Розробив і упровадив понад 30 інженерних напрацювань, технічних удосконалень і технологій. Серед них: торфовугільного брикетування й виробництва костроплит; циклонні топки з рідким шлаковидаленням; роторна сушка каоліну; газогенератор безперервної дії для переробки зношених шин у синтетичні енергоносії тощо.

## Патенти
- Установка для термохімічної переробки органічної сировини (корисна модель). [Архівовано 15 листопада 2019 у Wayback Machine.]
- Реактор для термохімічної переробки твердих органічних відходів (корисна модель). [Архівовано 15 листопада 2019 у Wayback Machine.]
- Реактор для термохімічної переробки твердих органічних відходів (винахід). [Архівовано 15 листопада 2019 у Wayback Machine.]

## Хобі
Скульптура та література. Видав збірку власних перекладів українською творів Омара Хайяма «За чаркою з Хайямом»